# Renato III Borromeo Arese
Renato III Borromeo Arese, VIII marchese di Angera (Milano, 10 dicembre 1710 – Milano, 13 gennaio 1778), è stato un nobile e naturalista italiano.

## Biografia

### Infanzia

Grande stemma dei Borromeo

Nato a Milano il 10 dicembre 1710, Renato III era figlio secondogenito ma primo maschio del conte Giovanni Benedetto Borromeo Arese e di sua moglie, la marchesa Clelia Grillo. La sua nascita avvenne proprio nel giorno storico della battaglia di Villaviciosa con la quale le truppe di Filippo di Borbone entrarono ufficialmente a prendere possesso di Madrid, vincendo una delle fasi più convulse della Guerra di successione spagnola.

### Giovinezza

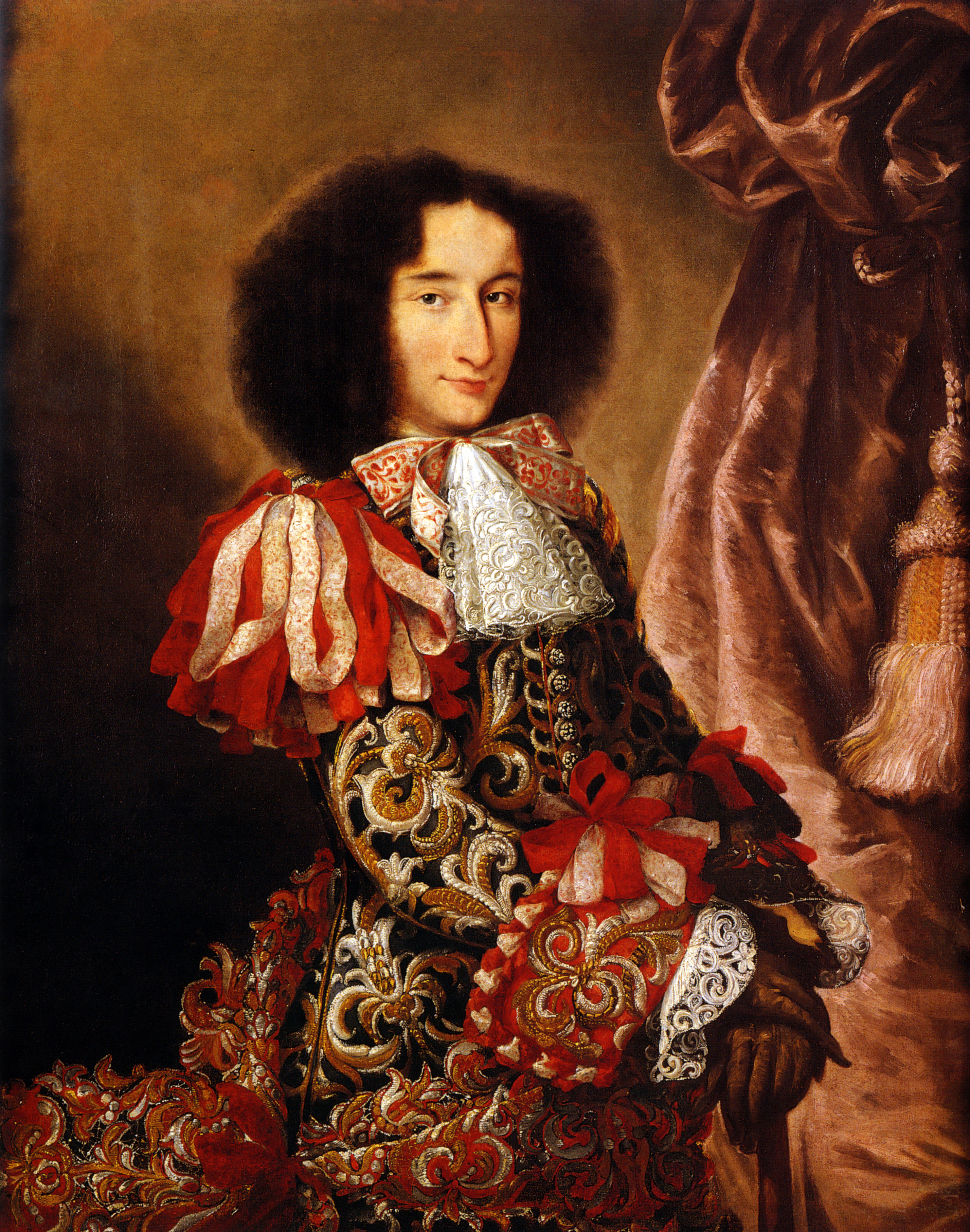
Carlo Borromeo Arese

Fu proprio con la conclusione della guerra di successione per il trono spagnolo che il ducato di Milano entrò nell'orbita austriaca distaccandosi da quella ispanica e sua madre dal 1711 iniziò a tenere a Milano un salotto culturale tra i più frequentati che però aveva tendenze politiche spiccatamente filo-spagnole. Renato crebbe pertanto sotto la forte tutela del nonno Carlo il quale copriva in questo la debole presenza di suo padre a contrasto dell'agguerrita e polemica madre con cui erano soventi gli scontri anche in famiglia. Sino al 1734, anno della sua morte, Carlo fu de facto il tutore di Renato e spianò per lui una carriera al servizio dell'Austria e facendogli mantenere forti contatti con l'aristocrazia milanese ad essa fedele.

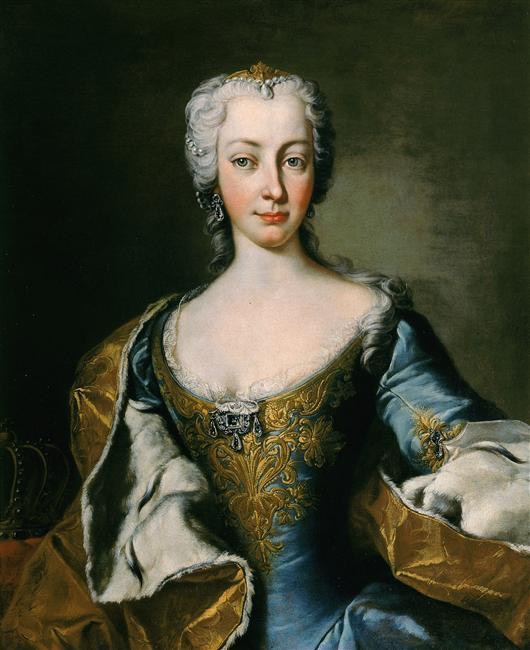
Gabriello Mattei, Ritratto dell'imperatrice Maria Teresa d'Austria, olio su tela, 1736~1740, Galleria degli Uffizi, Firenze

Fu a seguito della scomparsa del capofamiglia, che i contrasti tra Renato e sua madre si acuirono ulteriormente al punto da spingere lui stesso la regina arciduchessa Maria Teresa d'Asburgo ad esiliare la sua genitrice nel palazzo di campagna che la sua famiglia aveva ereditato a Sedriano, nel milanese, ed a privarla di molte prerogative e privilegi, così da poter mantenere la propria posizione nella società milanese senza figure imbarazzanti attorno, posizione in cui venne appoggiato anche dal padre.

### Matrimonio

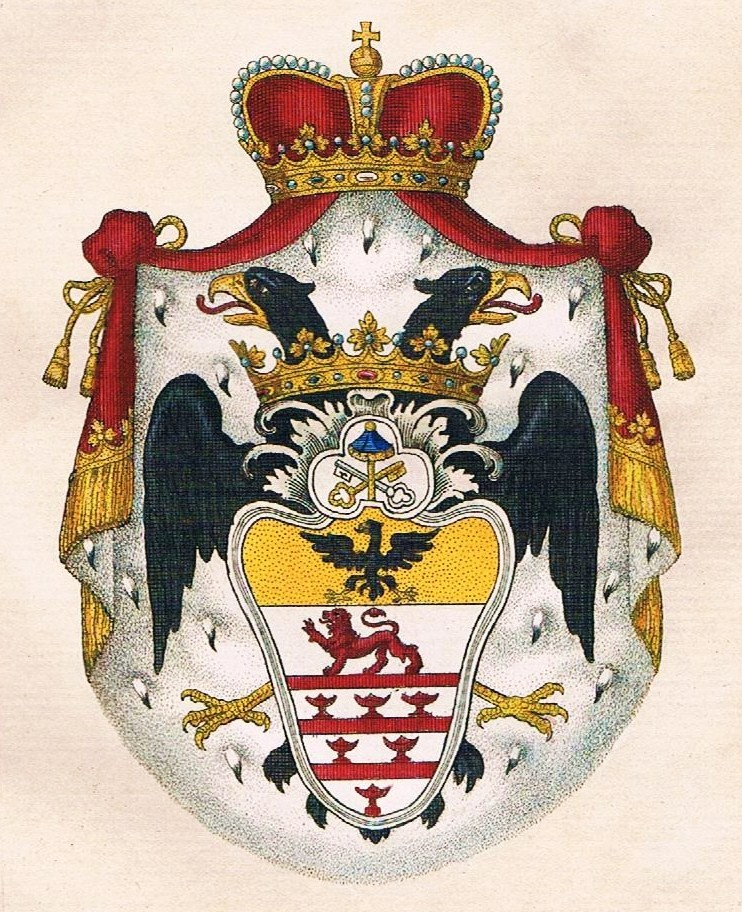
Stemma degli Erba-Odescalchi

Renato III sposò a Roma il 27 novembre 1743 la principessa Marianna Erba Odescalchi, figlia del principe Baldassarre Odescalchi, duca di Bracciano, e di sua moglie, la principessa Maria Maddalena Borghese.

### Marchese di Angera

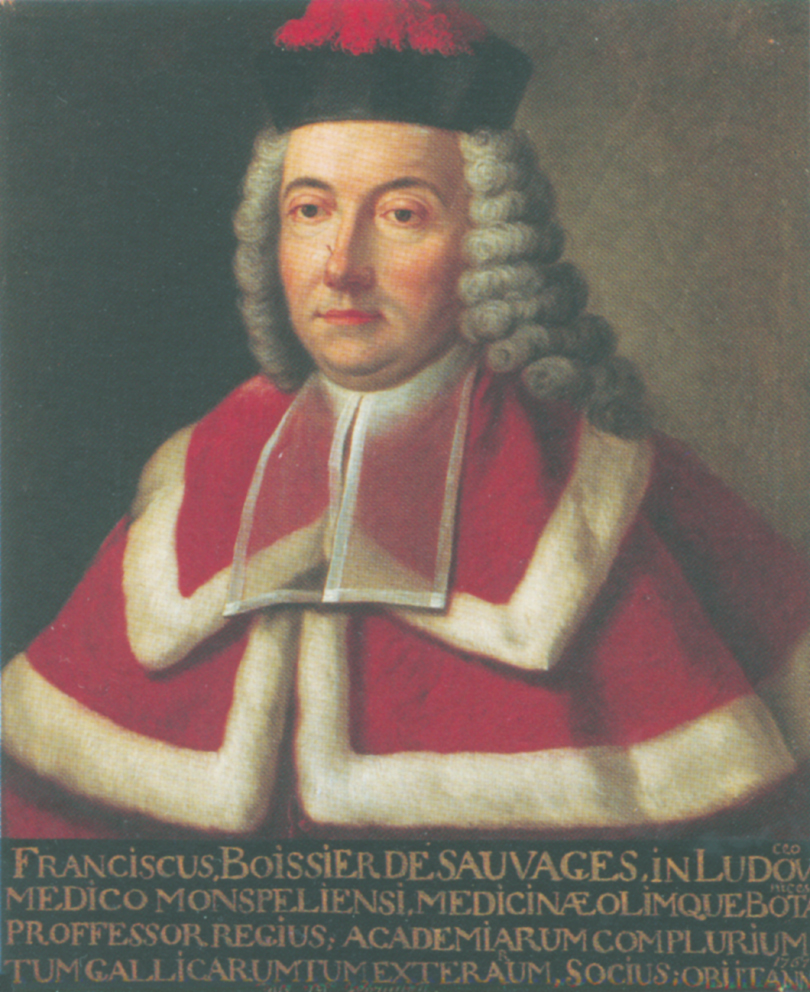
François Boissier de Sauvages de Lacroix

Morto il genitore nel 1744 ne ottenne i titoli di famiglia e strinse un rapporto sempre più stretto col fratello Francesco il quale sarà il fondatore di un altro ramo della famiglia che ebbe titolo comitale. Interessatosi al mondo della scienza ed in particolare a quello delle scienze naturali finalizzate all'agricoltura (dato il vasto patrimonio fondiario ereditato), prese ben presto contatti con il medico e botanico francese François Boissier de Sauvages de Lacroix il quale nel 1764 gli dedicò la sua opera Della maniera di far nascere e nutrire i bachi da seta.

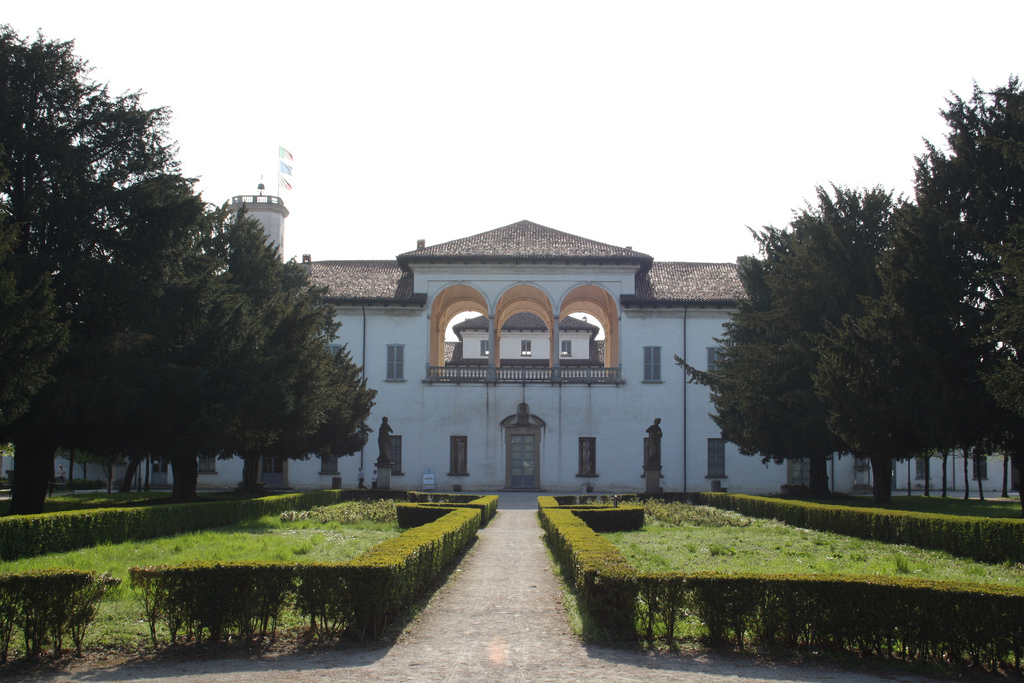
Il Palazzo Arese Borromeo a Cesano Maderno

A partire dal 1770, dietro sua esplicita richiesta ed in riconoscimento della fedeltà mostrata alla causa austriaca, Renato III riuscì ad ottenere da Maria Teresa d'Asburgo tramite la Regia Camera di Milano il riconoscimento del titolo di Conte per tutti i membri maschi della famiglia Borromeo e non più solo al primogenito come accadeva in precedenza. Promosse copiosi lavori di decorazione al palazzo della propria famiglia a Cesano Maderno.

### Morte

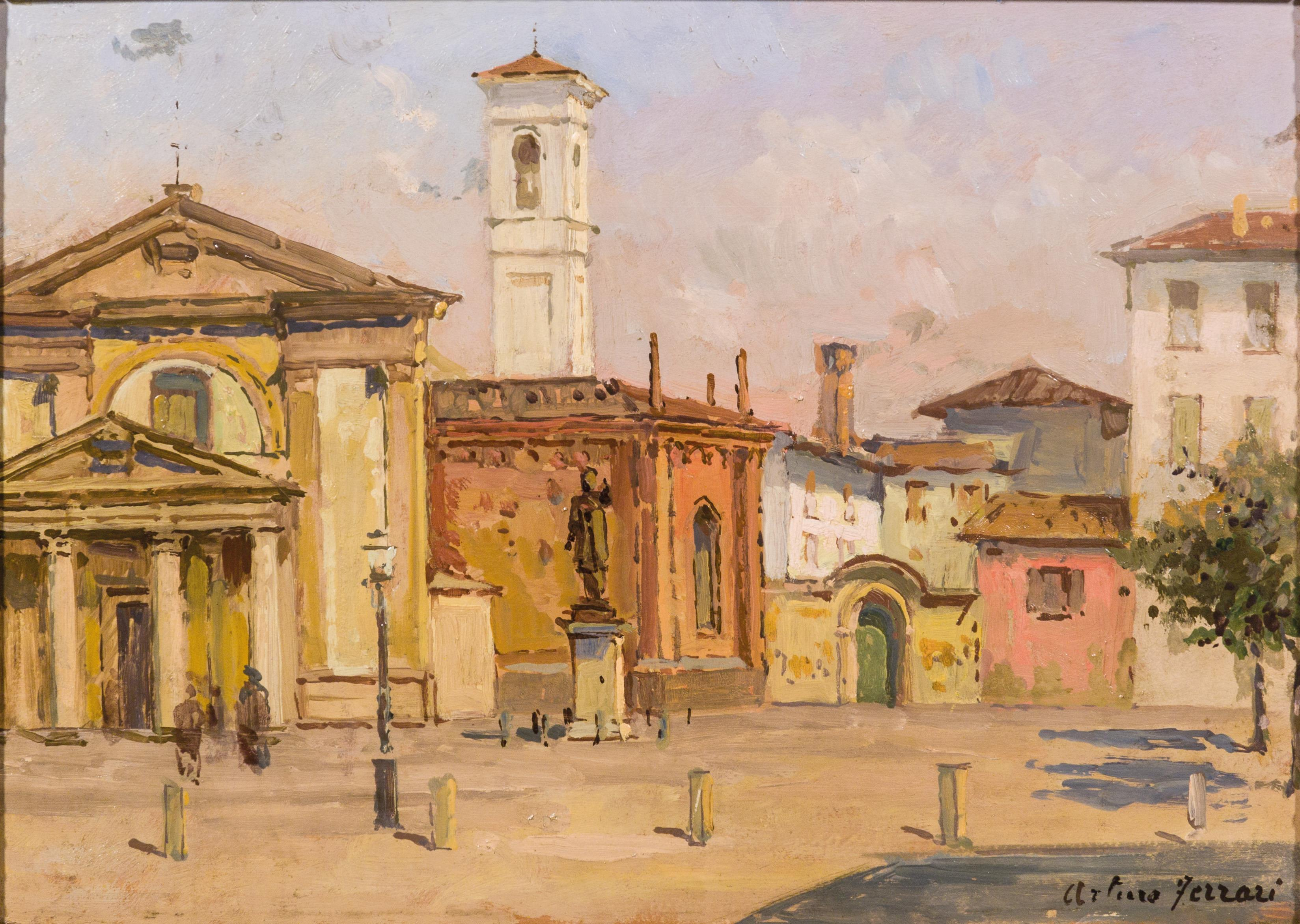
La chiesa milanese di Santa Maria Podone e la piazza in un dipinto di Arturo Ferrari (1919)

Morì a Milano il 13 gennaio 1778, pochi mesi dopo la scomparsa di sua madre, e venne sepolto nella chiesa milanese di Santa Maria Podone.

## Discendenza
Renato III e la principessa Marianna Erba Odescalchi ebbero i seguenti figli:
- Giovanna (1745 - 1826), sposò il principe Guido Meli Lupi di Soragna
- Giustina, (1746 - 1815), sposò il principe Carlo Colonna Barberini
- Carlo, (1748 - 1749)
- Maddalena (1749 - 1780), sposò il marchese Francesco Giuseppe Paolucci
- Giberto (1751 - 1837), marchese di Angera, sposò Maria Elisabetta Cusani
- Margherita (1752 - 1807), sposò il marchese Giorgio Porro Carcano
- Clelia (1754 - 1816), sposò il principe Antonio Boncompagni-Ludovisi-Ottoboni, duca di Fiano
- Irene (1756 - 1781), sposò Giovanni Amedeo Valperga, marchese di Calusio
- Maria (1757 - 1848), sposò il conte Giuseppe Schinchinelli

## Ascendenza
|                                          |                    |                    | Genitori                                |  |  | Nonni |  |  | Bisnonni           |  |  | Trisnonni          |  |
|                                          |                    |                    |                                         |  |  |       |  |  | Renato II Borromeo |  |  | Carlo III Borromeo |  |
|                                          |                    |                    |                                         |  |  |       |  |  | Renato II Borromeo |  |  | Carlo III Borromeo |  |
|                                          |                    | Isabella D'Adda    |                                         |  |  |       |  |  | Renato II Borromeo |  |  |                    |  |
| Carlo Borromeo Arese                     |                    |                    |                                         |  |  |       |  |  | Renato II Borromeo |  |  |                    |  |
|                                          |                    | Giulia Arese       | Bartolomeo III Arese                    |  |  |       |  |  |                    |  |  |                    |  |
|                                          |                    | Giulia Arese       | Bartolomeo III Arese                    |  |  |       |  |  |                    |  |  |                    |  |
|                                          |                    | Giulia Arese       | Lucrezia Homodei                        |  |  |       |  |  |                    |  |  |                    |  |
| Giovanni Benedetto Borromeo Arese        |                    | Giulia Arese       |                                         |  |  |       |  |  |                    |  |  |                    |  |
|                                          |                    | Carlo Odescalchi   | Livio Odescalchi                        |  |  |       |  |  |                    |  |  |                    |  |
|                                          |                    | Carlo Odescalchi   | Livio Odescalchi                        |  |  |       |  |  |                    |  |  |                    |  |
|                                          |                    | Carlo Odescalchi   | Paola Castelli                          |  |  |       |  |  |                    |  |  |                    |  |
| Giovanna Odescalchi                      |                    | Carlo Odescalchi   |                                         |  |  |       |  |  |                    |  |  |                    |  |
|                                          |                    | Beatrice Cusani    | Agostino Cusani, I marchese di Chignolo |  |  |       |  |  |                    |  |  |                    |  |
|                                          |                    | Beatrice Cusani    | Agostino Cusani, I marchese di Chignolo |  |  |       |  |  |                    |  |  |                    |  |
|                                          |                    | Beatrice Cusani    | Giovanna Visconti di Sesto              |  |  |       |  |  |                    |  |  |                    |  |
| Renato III Borromeo Arese                |                    | Beatrice Cusani    |                                         |  |  |       |  |  |                    |  |  |                    |  |
|                                          | Agapito III Grillo | Marcantonio Grillo |                                         |  |  |       |  |  |                    |  |  |                    |  |
|                                          | Agapito III Grillo | Marcantonio Grillo |                                         |  |  |       |  |  |                    |  |  |                    |  |
|                                          | Agapito III Grillo | Maria Salvago      |                                         |  |  |       |  |  |                    |  |  |                    |  |
| Marcantonio I Grillo, duca di Mondragone | Agapito III Grillo |                    |                                         |  |  |       |  |  |                    |  |  |                    |  |
|                                          |                    | Maria de Mari      | Giambattistra de Mari                   |  |  |       |  |  |                    |  |  |                    |  |
|                                          |                    | Maria de Mari      | Giambattistra de Mari                   |  |  |       |  |  |                    |  |  |                    |  |
|                                          |                    | Maria de Mari      | Pellina Pallavicini                     |  |  |       |  |  |                    |  |  |                    |  |
| Clelia Grillo                            |                    | Maria de Mari      |                                         |  |  |       |  |  |                    |  |  |                    |  |
|                                          |                    | Carlo Imperiali    | Michele Imperiali                       |  |  |       |  |  |                    |  |  |                    |  |
|                                          |                    | Carlo Imperiali    | Michele Imperiali                       |  |  |       |  |  |                    |  |  |                    |  |
|                                          |                    | Carlo Imperiali    | Maddalena Spinola                       |  |  |       |  |  |                    |  |  |                    |  |
| Maria Antonia Imperiali                  |                    | Carlo Imperiali    |                                         |  |  |       |  |  |                    |  |  |                    |  |
|                                          |                    | Ginevra Grillo     | Marcantonio Grillo                      |  |  |       |  |  |                    |  |  |                    |  |
|                                          |                    | Ginevra Grillo     | Marcantonio Grillo                      |  |  |       |  |  |                    |  |  |                    |  |
|                                          |                    | Ginevra Grillo     | Maria Salvago                           |  |  |       |  |  |                    |  |  |                    |  |
|                                          |                    | Ginevra Grillo     |                                         |  |  |       |  |  |                    |  |  |                    |  |